# グレーシャー国立公園
グレーシャー国立公園（Glacier National Park）はブリティッシュ・コロンビア州に七つある国立公園の一つで、1886年に設立、面積は1,349平方キロメートルを占め、コロンビア山脈の一部を含んでいる。また園内にはロジャーズ峠国定史跡がある。
公園の歴史は、2つのカナダの重要な交通路、1885年全通のカナダ太平洋鉄道(CPR)と1963年開通したトランスカナダハイウェイとをしっかりと結びつけている。公園の中心に位置する峠は1881年まで探検家を拒み続けた。鉄道は観光客を呼び込み、グレーシャー国立公園の設立と人気のあるアルプス風のホテルをもたらした。公園内の冬季における大量の積雪と雪崩の巣と化した険しい渓谷は、交通における著しい障害となり、数多くの鉄道技術者と雪崩対策施設を必要とされることになった。
園内には高い山岳に巨大な氷河、そしてカナダで最大級の鍾乳洞が存在する。深い森は大型哺乳類や野鳥、高山植物を育んでいる。この地域は大量の積雪で有名でもある。園内には遊歩道が広範囲に張り巡らされ、キャンプ場が3ヶ所、小屋やキャビンが4ヶ所にある。領域を二分する交通路により、グレーシャー国立公園には多くの観光客が訪れる。

## 歴史
セルカーク山脈がヨーロッパ人によって最初に記録されたのは、1811年にコロンビア川を探検していた、北西会社の探検家デービッド・トンプソンの手によってだった。彼は、ネルソン提督に肖ってネルソンズ山脈と名づけたが、後に商売敵であったハドソン湾会社の重役、トーマス・タグラス・セルカークにちなんで改名された。
カナダ太平洋鉄道の建設が始まってから、セルカーク山脈を越えるルートを見つけ出すことは最優先課題となり、また鉄道の完成は、ブリティッシュ・コロンビア植民地が1867年に自治領カナダへの加盟する条件の一つだった。1865年、CPRの測量技師ウォルター・モバリーはイルシルワト川（彼自身が命名、オカナガン語で“速い水”を意味する）を遡上する遠征を率いた。モナシー山脈のそばを通り抜けるイーグル峠を発見したばかりだというのに、モバリーはタンジール・クリークの急流に道を阻まれ、セルカーク山脈を越える峠の発見に失敗した。モバリーの探検隊は季節の遅れによって再調査に着手できず、撤退を余儀なくされた。

### ロジャーズ峠
アルバート・ボーマン・ロジャーズ少佐率いる探検隊が、1881年にイルシルワト川を遡上し通行可能な峠を発見した。ロジャーズは山脈超えルートを探し出した功績により、5,000ドルもの賞金を得た。1885年、CPRはロジャーズ峠を通る鉄道建設を完了し、カナダにおいて初めて列車が太平洋に向けて西へと走行することとなった。連邦政府とCPRは即座に、この山脈の極度に氷河で覆われた地域の観光価値に気づき、1886年にグレーシャー国立公園を設立した。同年に設立されたヨーホー国立公園に加えて、この公園は初期に設立されたバンフ国立公園に続き、新たな公園システムのちょうど二つ目となった。

### グレーシャー・ハウス

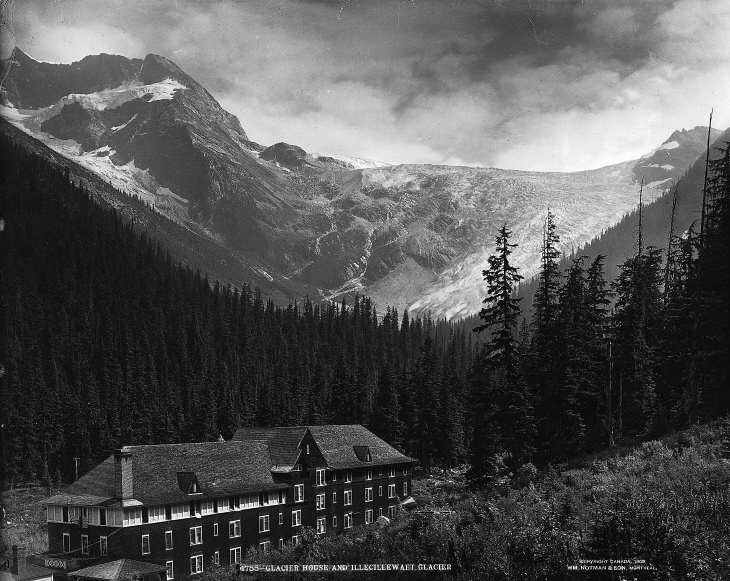
1909年のグレーシャー・ハウス

ロジャーズ峠に至る路線はあまりに勾配が急なため、CPRは食堂車の運用を断念し、1886年に峠の西側へホテルを建設した。同年に全く同じフロアプランで建築されたヨーホー国立公園のマウント・ステファン・ハウスを含む、カナダ中に設けられたCPR所有のホテルの一つとして加わった。イルシルワト氷河（当時はグレート氷河と呼ばれていた）の末端近くに建てられたグレーシャー・ハウスは、セルカーク山脈における観光・登山・氷河研究・撮影の中心となった。ホテルは1905年と1911年の二度増築され、20世紀の変わり目におけるカナダ西部で１級の観光スポットとみなされるようになった。
ホテルは世界中から登山家を惹きつけ、その標高のために、登山者は部屋を出て数時間のうちに高山へと分け入ることができた。1899年、CPRは高山地帯に向かう山にあまり詳しくない観光客向けに、スイス人ガイドを数名雇い入れた。グレーシャー・ハウスの時代を通じて、園内の数多くの未踏峰が征服されていった。ホテルは、高山環境の研究を切望する博物学者や科学者をも惹きつけることとなった。メアリー・ヴォー・ウォルコットと弟のジョージにウィリアム・ヴォーはこの地域を幾度と無く訪れ、イルシルワト氷河の最初の価格的研究を開始した。

### 登山
グレーシャー・ハウスはアメリカ登山協会の歴史家ウィリアム・ローウェル・プットナムにより北米における「最初のアルピニズムの中心」とみなされた。最初の20年のうちに、ヨーロッパとアメリカのプロ登山家が殺到するのを見ることとなる。ウィリアム・スポッツウッド・グリーンは、CPRの路線沿いにあるピークが有する並外れた登山の可能性に言及した最初のヨーロッパの登山家である。グリーンとヘンリー・スワンジーは1888年の夏季に、ボニー山とグリーンズ・ピークを登山することで主要なピークの最初の登頂記録をつくった。イギリス人登山家のハロルド・トップハムは、1890年にフォックス山を含む数多くの初登頂を成し遂げ、彼は後にヘンリ・フォスターとスイス人登山家、エミール・フーバーとカール・ズルツァーを加えて、公園南部のピークを探索した。フーバーとズルツァーは劇的なサー・ドナルド山の初登頂も成し遂げている。
地図製作者・登山家でカナダ登山家クラブ(ACC)の設立メンバーであったアーサー・オリバー・ホイーラーは、グレーシャー・ハウスを1901年に訪れている。これを契機にセルカーク山脈北部との30年に及ぶ関係が始まり、ホイーラーはこの地域の地図を作り、大量の地理学資料を公刊し、公園内に存在するほとんどの地勢を探検した。彼の名はイルシルワト・キャンプ場にあるACCのハットに冠せられ、また園内のピークや峠にも彼の名が付けられたものがある。アメリカ登山協会の初代会長であったチャールズ・アーネスト・ファイ教授は、1890年代に公園を訪れた後、会誌に紀行文を寄せている。1900年代には、園内のほぼすべてのピークに人跡が刻まれることとなった。

### コンノート・トンネルとトランスカナダ

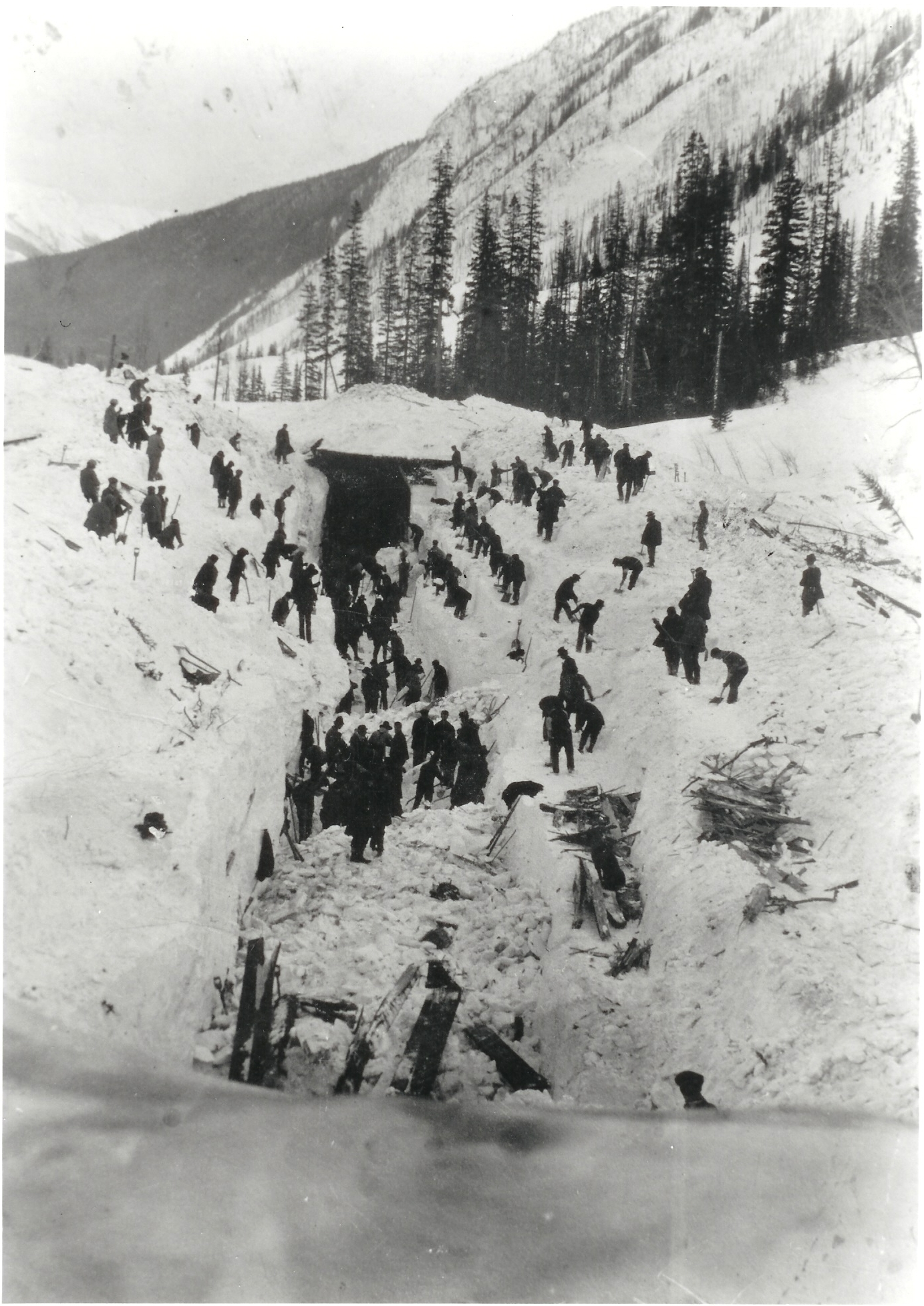
1910年ロジャーズ峠雪崩の犠牲になった同僚を救出しようと試みるCPR労働者

1886年の最初の冬の訪れを迎えて、CPRにとってロジャーズ峠の多量の降雪が重大な障害になることが明らかになった。雪崩から線路を守るため、いたるところにスノーシェードが築かれている。しかしこのシェードは木製だったため、夏の間に火災の原因となり、結果として、夏季専用の路線がひかれることとなった。1910年、雪崩のデブリの除去作業を行っていたところをアバランチ山脈から別の雪崩が襲い、62名の死者が生じた。この雪崩による死者の半分以上が日系人だった。1886年から1916年にかけて、全体で200人の鉄道職員が殉職している。1912年、CPRは敗北を認め、峠とマクドナルド山の地下に8キロメートルに及ぶトンネルの建設を開始した。このコンノート・トンネルは1916年に開通した。
この新トンネルはグレーシャー・ハウスを沿線から外すこととなり、鉄道客の喪失はこの有名だったホテルの息の根を止めることとなった。1925年にホテルは閉館し、その4年後に取り壊された。その後30年間、カナダ登山家クラブのサマーキャンプを除き、訪問客はわずかでした。この時点まで、コロンビア山脈を横断しようとする自動車は、コロンビア川上流部の大きな北への屈曲に沿って走る遠回りな「ビッグベンドハイウェイ」を使わなければならなかった。コロンビア川条約によって締結された谷筋の大規模な治水事業の遂行のためにも、新たなハイウェイルートが必要とされていた。1963年にはロジャーズ峠を越えるトランスカナダハイウェイが完成し、大勢の観光客を公園に取り戻した。パークス・カナダは新たに複数のキャンプ場を設置し、遊歩道を拡充した。

## 地理

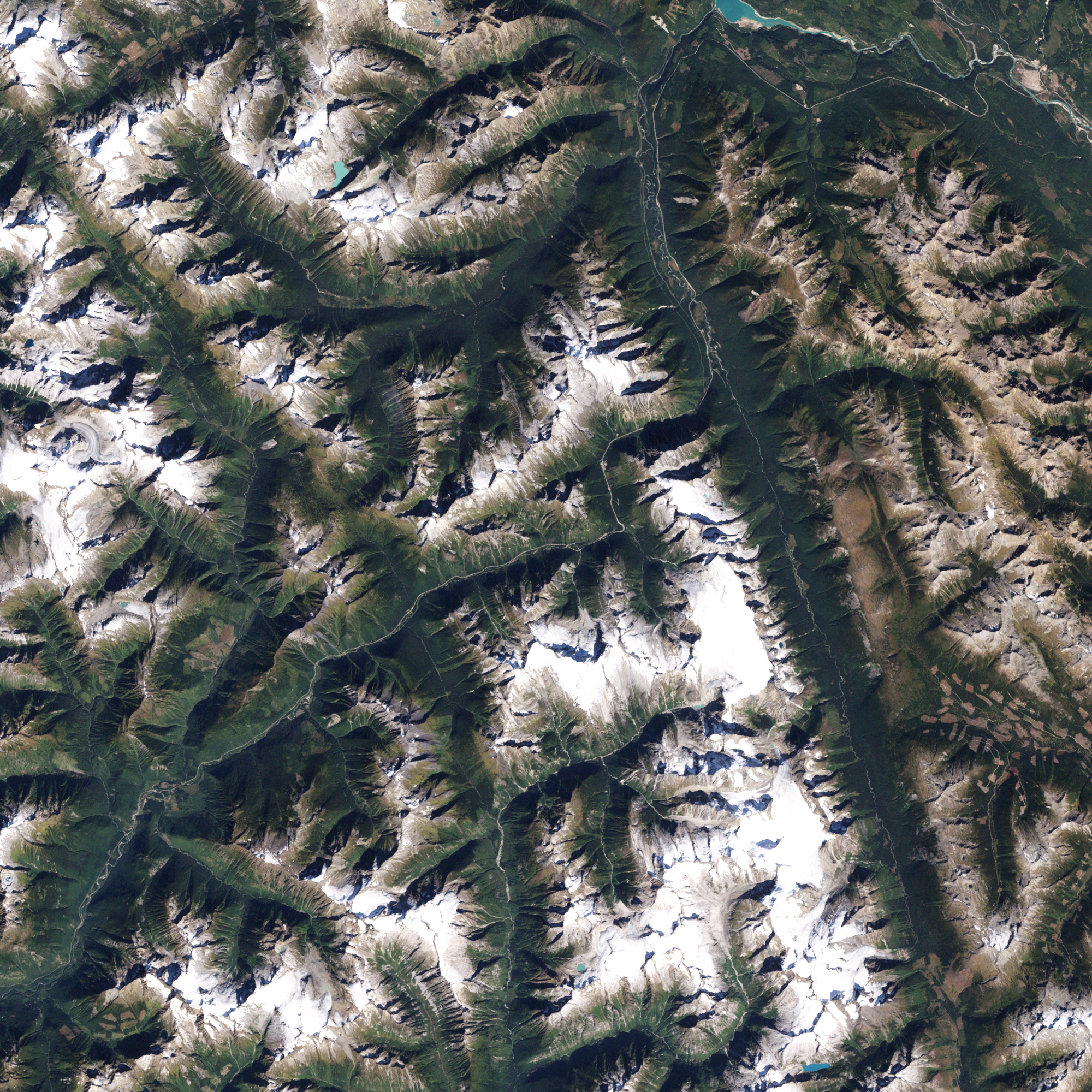
宇宙から見たグレーシャー国立公園

公園はコロンビア山脈の支脈であるセルカーク山脈の北部を占めている。園内には数多くの氷河と広く急な河川がある。公園は2つの主要交通ルートであるトランスカナダハイウェイとカナダ太平洋鉄道によって二分されている。最寄りの町は、西がレベルストーク、東がゴールデンである。園内唯一の居留地がロジャーズ峠のサミットにある複合施設である。

### 山脈
コロンビア山脈はブリティッシュ・コロンビア内陸部の高原から隆起し、ロッキー山脈トレンチのある東部へと延びている。近くのカナディアン・ロッキーとは地質的に区分されており、山脈は4つの部分（カリブー山脈・モナシー山脈・セルカーク山脈・パーセル山脈）に分けられている。氷河はセルカーク山脈の北部に広がり、パーセル山脈北部では狭い帯状に分布する。公園の地形は様々で、東部・北部・西部では丸い形状の山並みが、南部と中央部では鋭く切り立ったピークが見られる。A・O・ホイーラーは、1901年と翌年にかけて、固定点と写真を用いた複雑なシステムを使って、園内の大半の山の標高を計測した。20世紀初頭には、この地域は「カナディアン・アルプス」と呼称されていた。山名の大半は、冒険家や測量士、登山家、そして鉄道会社やハドソン湾会社の重役といった歴史的人物に由来する。

#### 主要なピークと山地
公園の最高峰はドーソン山で、標高は3377メートルである。ハーミット山地やボニーとボストックの連山、ヴァン・ホーン山地、ピュリティ山地、ドーソン山地、そして切りたったサー・ドナルド山地のピークは、すべて公園の一部をなしている。

### 氷河

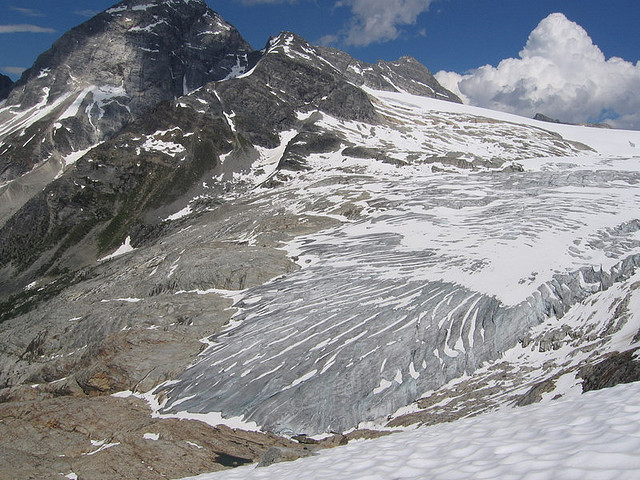
イルシルワト氷河

公園には面積が0.05平方キロメートルを越える氷河が131ヶ所有り、公園の133平方キロメートルを占めている。歴史を通じて、北米は幾度と氷期を迎えており、氷原は大地の上で伸長と縮退を繰り返した。最終氷期は12,000年前に終わったが、公園の高峰はすべて氷に覆われていた。氷の流れは、園内の切り立ったＵ字谷を削りだしている。また、その動きは比較的低いピークを丸くし、その影響は公園の西部の山地で顕著である。園内の氷河はすべてが後退し縮小している。また、ここは北米で最も研究された氷河でもある。
公園の氷河は20世紀最後と21世紀初頭にかけて劇的に面積を縮小した。氷河の面積の計測は1900年代に、ヴォー一家とA・O・ホイーラーによって始められ、現代的な測定は衛星写真を用いて、1980年代にサイモン・オマニーによって行われた。園内の氷河に対する正式な記録は引き続き実施され、最近では2011年に更新されている。最新の記録によると、2000年から2011年にかけて、氷河の綿製は19.4平方キロメートル減少している。
ハイウェイと鉄道に近いことから、イルシルワト氷河は訪問者がもっとも多く、撮影もひっきりなしに行われている。かつてはグレート氷河として知られており、1886年から1925年にかけてのグレーシャー・ハウスの時代には、主要な観光スポットだった。氷河の末端は、かつてはグレーシャー・ハウスから歩いて簡単に辿りつけたが、現在は山腹の高みに後退している。氷河のニーヴェは南に向かって遠く広がり、ゲイキー氷河を生み出している。大半の大規模氷河はトランスカナダ回廊の南にある。その他の大きな氷河はダビールやドーソン、アスルカン、ビショップス、ブラック、ダンカン、グランド、そしてアバランチといった山地に見られる。公園の氷河は様々は外見を持ち、高所では滑らかで一体だが、斜面ではクレバスによりひび割れ、谷底でデブリとともに黒くなっている。夏にはほとんどの氷河が赤く染まる。これは様々な雪藻類が成長するためで、ウォーターメロン・スノー（「スイカ雪」の意、日本語では「赤雪」）と呼ばれている。

### 河川
公園内の全ての水流は、コロンビア川水系の一部である。公園の河川は急流で氷河を源流としており、峡谷を浸蝕している。河川は粘土と岩砕を運び、往々にして乳白色を呈する。夏季には顕著な日変化を見せ、午後に雪氷の融解がピークに達すると増水して、水深が最も深くなり、夜間に気温が下がるにつれ、顕著に低下する。
主要河川には、イルシルワト川やビーバー川、そしてIncomappleux 川とダンカン川の上流部があります。大きなクリークや小川としては、マウンテンやクーガー（ナキム洞窟に入り地下を流れている）、バトルなどがある。ビーバー川とイルシルワト川はしばしば氾濫を起こし、1983年と2012年の洪水ではハイウェイと鉄道に被害を与えている。

## 地質

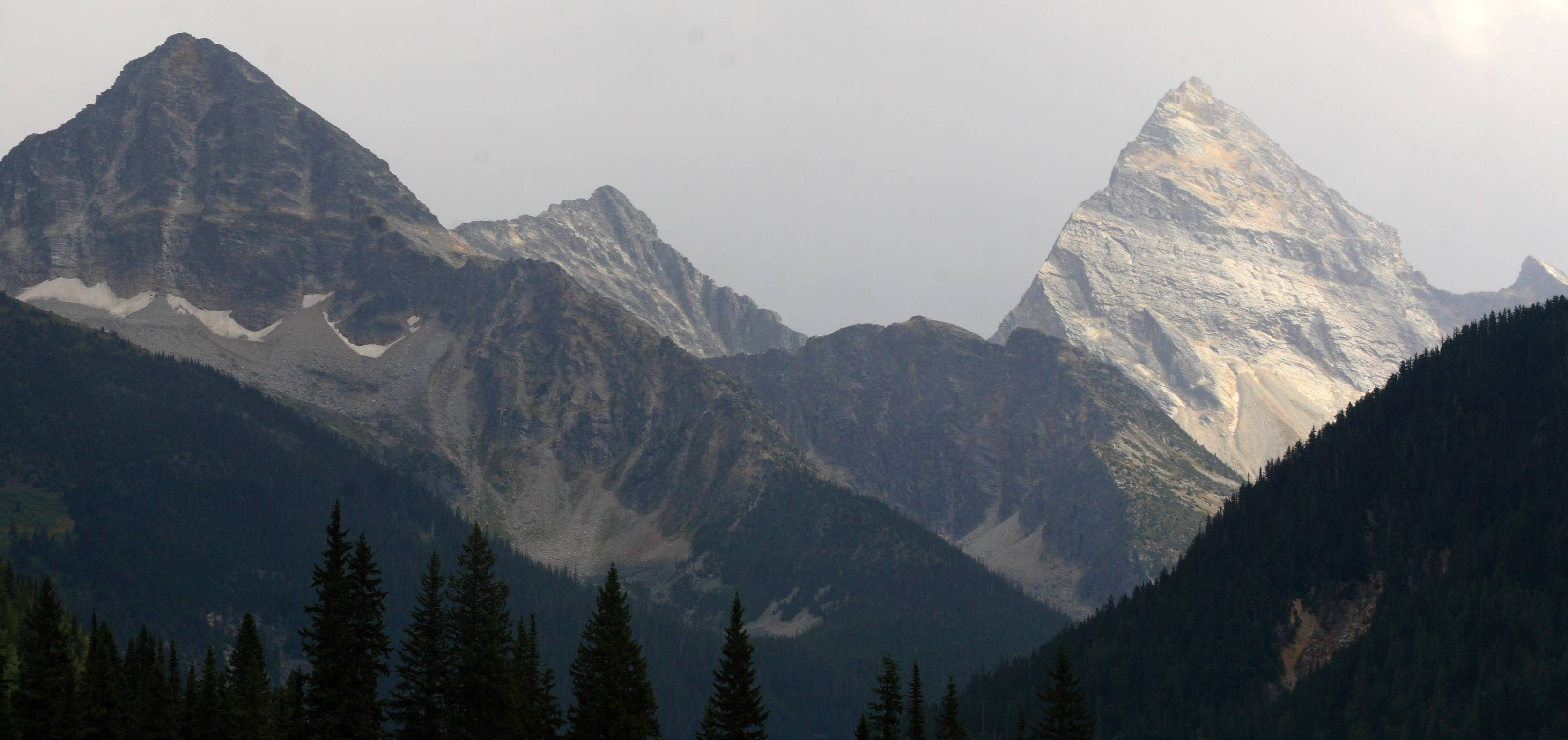
イーグル・ピーク (左)と ウト・ピーク、サー・ドナルド山

セルカーク山脈北部の地質は、北アメリカ西部の地勢を形作ったすさまじいプレート運動による変化をまざまざと見せつけている。ブリティッシュ・コロンビア州の大部分と同じく、この地域は1890年に活動的な測量技師であり地質学者のジョージ・マーサー・ドーソン博士によって最初の研究が行われた。最初の地質図は1900年代にA・O・ホイーラーによって作られ、1970年代に、ホイーラーの孫であるジョン・ホイーラー博士により、地上と空中からの広範な地質学的調査に基づき編纂されている。
ロジャーズ峠では、珪岩とスレート層の露頭が有り、この山地が6億年前には広大なシルトの大陸棚の一部であったことを明らかにしている。1億8500万年前には、西から一連のプレート運動が始まり、シルト層を折り曲げて圧縮し、一部を地下深くに沈め、一部をセルカーク山脈の高所へと持ち上げた。珊瑚などの有機生命体が残した石灰は圧力を受けて石灰岩になり、クーガー川地区で見ることができる。大理石の岩脈は高峰の変成岩の中に存在する。浸蝕と氷河の影響は継続的に山頂部を削り落としているが、地下の岩盤の圧力は引き続き一帯を上方に押し上げている。地質学者はコロンビア山脈の岩石をグループに分類し、その幾つかはセルカーク山脈北部に分布する。スレート層はホースシーフ・クリークとラーデューグループに、珪岩はハミルグループ、石灰岩はバッドショット・フォーメーションの一部で、一方、変成岩はシュスワップ変成コンプレックスに分類されている。

### 洞窟
園内の石灰岩層はクーガー川による水の浸蝕を受け、ナキム洞窟を形成した。最初に発見されたのは1907年のことで、初めはクフの洞窟と呼ばれ、それからダッチマン洞窟に変わり今に至る。この6キロメートルに及ぶ長大な洞窟群は、カナダ最長である。石灰岩は崩壊し、川に含まれる炭酸により軟化している。川水には、氷河の作用によって生じる破砕岩が含まれ、これが岩内に新たな水路を削りだしている。洞窟にはムーンミルクとして知られる珍しい物質の大規模集積が見られる。これはバクテリアにより無傷で保たれた、炭酸カルシウムの沈殿物である。洞窟の環境は変化に敏感で、初期の観光客によるダメージのため、パークス・カナダは洞窟を封鎖し、対処のしっかりしたグループと経験のある洞窟学者にのみ入場許可を与えている。

## 生態

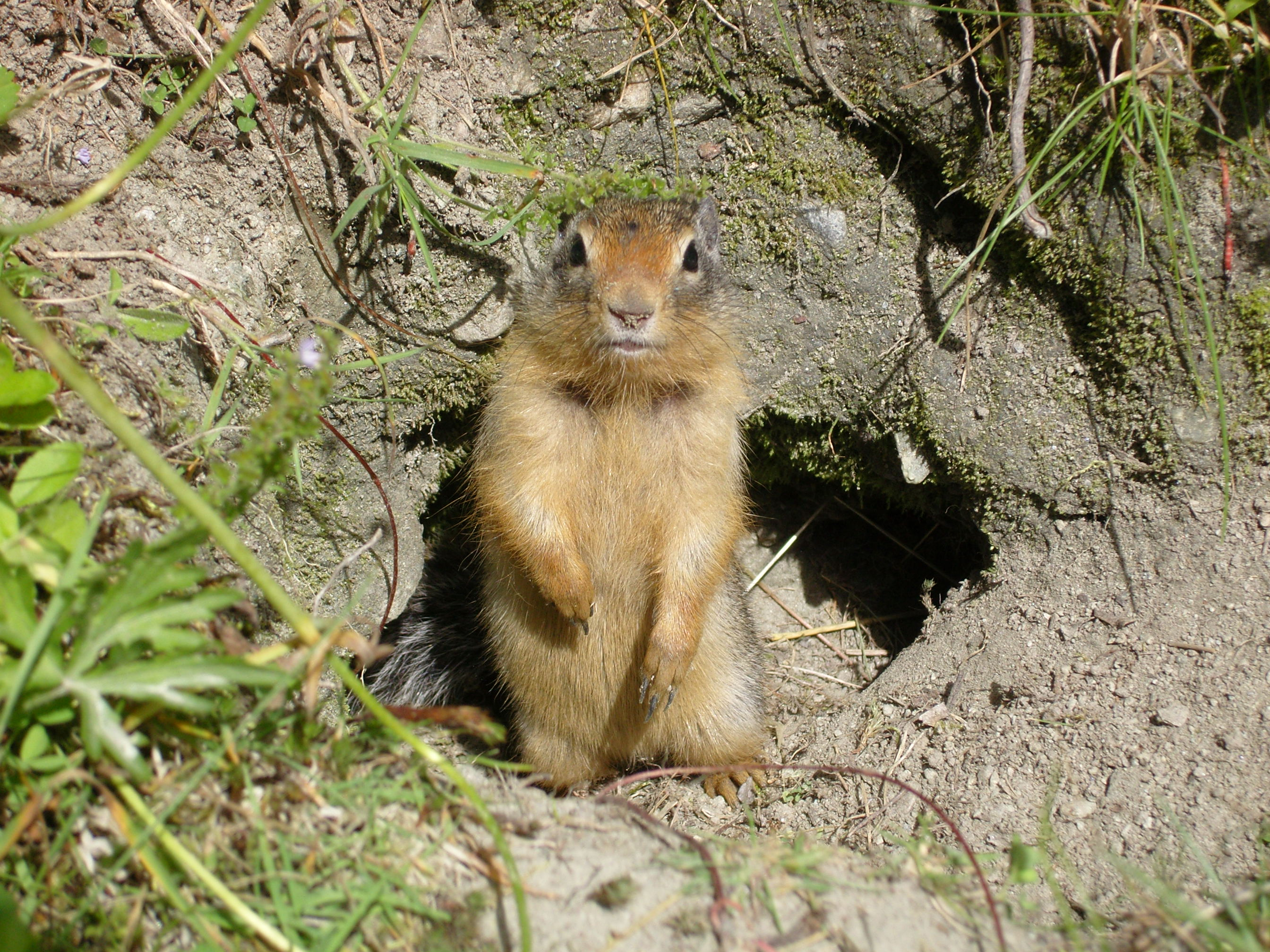
ロジャーズ峠に現れたコロンビアジリス

グレーシャー国立公園は、西部の渓谷の繁茂する温帯降雨林から、氷と岩に覆われた荒涼とした高山地帯、そして東部境界の乾燥した樅の木の森林にいたる、様々な植生を有している。ブリティッシュ・コロンビア州の植生地理気候区分のうち4つが公園内で見ることができる。内陸部杉／栂、エンゲルマントウヒ／ミヤマバルサムモミ、東端部の内陸部ダグラスモミ、そして上部の高山ツンドラである。パークス・カナダはこの区分を降雨林、降雪林、無林帯とみなしている。公園内の動物種はカリブーやグリズリーのような大型哺乳類から、ステラーカケスやイヌワシなどの鳥類に至る。

### 植生
公園西部の渓谷には、濃い下層植生を伴う深い降雨林がひろがる。イルシルワトなどの幅広い谷には珍しい湿地環境が広がり、ザゼンソウやドクゼリなどを見ることができる。湿地帯の外では、谷底をベイスギやアメリカシロマツ、アメリカツガ、ダグラススギ、シラカバが覆っている。地表部で見られる種としては、デビルス・クラブやブルーベリー、苔やシダ類などがある。
中高度域では、亜高山帯が現れる。この森はエンゲルマントウヒやマウンテンヘムロック、ミヤマバルサムモミが見られる。下層植生はシャクナゲとベリー種が濃く繁茂し、苔や地衣類が厚く地面を覆っている。より上の高度域では、この森林は草地に変わり、勢い良く繁茂する草や灌木、高原植物に覆われている。公園の植物学者は、園内で546種の顕花植物を同定している。7月末から9月中旬にかけて、高山植物が開花し目を見張る光景を形作る。
この高原の草地はやがて荒涼とした高原ツンドラに移り変わる。土に乏しく降雪は過大で、気温は低く極めて短い生育の季節は、丈夫なスゲやヒース、地衣類以外の草本を排除する。

### 動物
グレーシャー国立公園の豊かな森は数多くの動物を育み、公園のスタッフは定期的に調査している。園内には53種の哺乳類が確認されている。熊は降雪帯を支配し、ベリーが豊富な雪崩跡はアメリカクロクマとハイイログマの両種にとって重要な食料源となっている。双方とも冬季は深い巣穴に引きこもって過ごす。他の肉食獣としてはクズリ、ピューマ、カナダオオヤマネコが生息する。
シロイワヤギはグレーシャー国立公園において最もありふれた有蹄類であり、1985年の調査では、園内の高山や谷あいに300頭が生息していた。 トナカイは公園内の特定の谷筋を移動し、ワピチ（エルク）やミュールジカ、オジロジカOdocoileus virginianusはいたるところで見つけることができる。冬の豪雪はほとんどの有蹄動物を園内から、近くのロッキー山脈トレンチやコロンビア渓谷などの低地へ移動させる。公園内ではまれにヘラジカも見られる。低地の森には数種のリスが生息し、高山にはナキウサギやシラガマーモットMarmota caligata、アメリカテンMartes americanaなどの哺乳類が生息する。
公園では、235種の鳥類が観察されているが、大多数は渡り鳥で、夏の間しか見かけることはない。年を通して見かける留鳥は30種しかおらず、キツツキやイヌワシ、フクロウ、ワタリガラス、ステラーカケス、アメリカキクイタダキRegulus satrapaなどである。時折、マツノキヒワが予期できない大繁殖を繰り広げ、数十万もの大群に成長することがあるが、翌年には消え去ってしまう。メキシコカワガラスが公園内にある数多くの滝で餌をあさっている。

## 気候

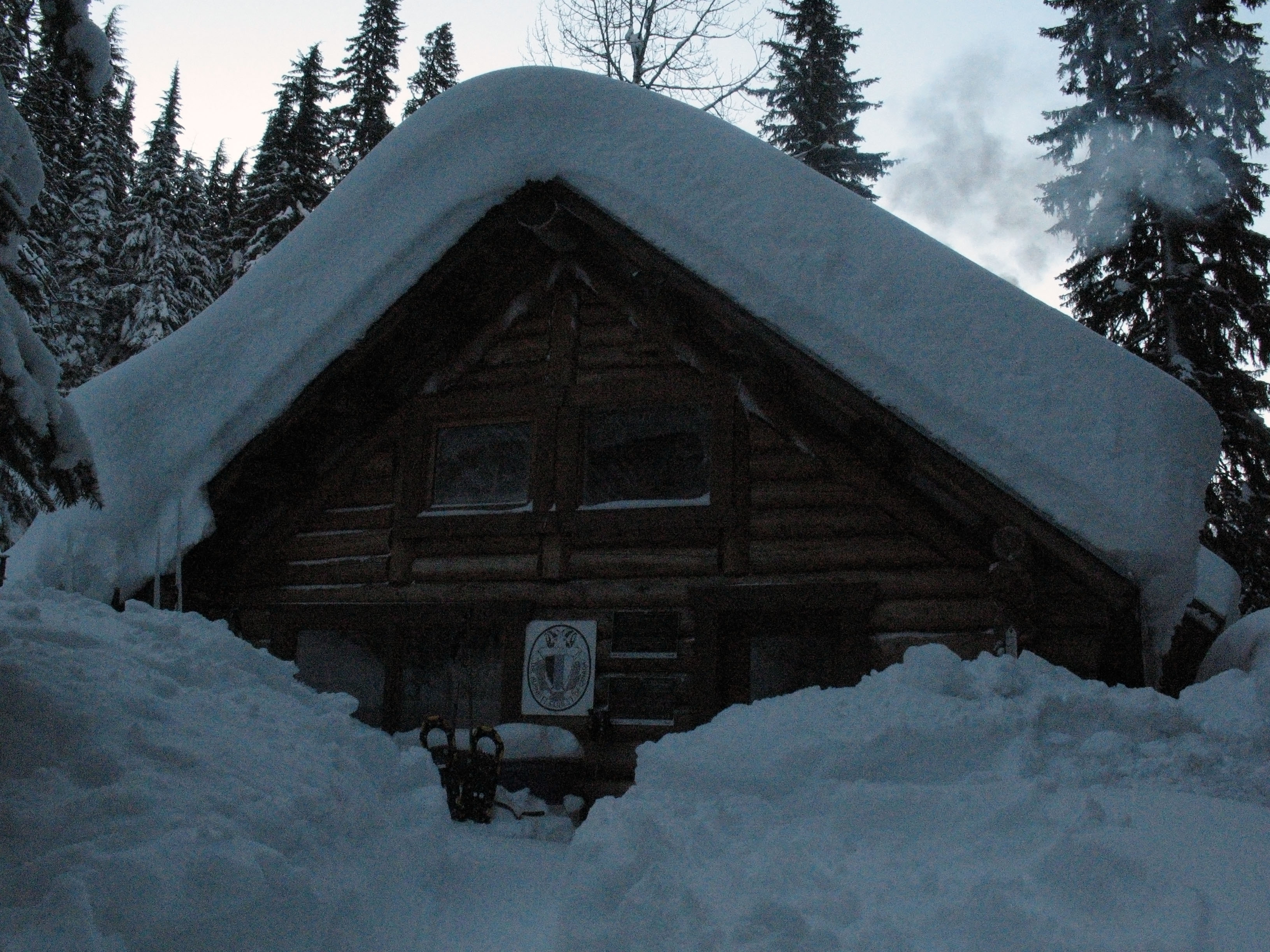
イルシルワト・キャンプ場のそばにある、アーサー・O・ホイーラー小屋に降り積もった積雪

内陸の湿潤ベルトに位置するため、降水がこの地域の環境を決めている。公園は、太平洋からの暖湿気塊と寒冷で乾燥した大陸の気団とが出会う、2つの優勢な気団の狭間に位置する。湿った空気はコロンビア山脈にぶつかり、上方に押し上げられる。その結果、特に冬の間に多量の雨と吹雪をもたらす。亜高山帯の年平均降水量は1,995ミリメートルに達する。これが公園の高高度帯を覆う広大な氷原と氷河の生成に寄与している。ロジャーズ峠では、冬の間に積雪が17メートルを越えることがある。
公園の東端のパーセル山脈に沿った地域は雨蔭であり、比較的乾燥している。この地域は極端な地形のため、気温と天候の面で幅広い変化を見ることができる。セルカーク山脈における冬の気温は、東のロッキー山脈の同一高度帯と比べて温暖であり、夏の平均気温は10度台に達する。
| グレーシャー国立公園、ロジャーズ峠。標高1,340メートル (1981年－2010年)の気候 | グレーシャー国立公園、ロジャーズ峠。標高1,340メートル (1981年－2010年)の気候 | グレーシャー国立公園、ロジャーズ峠。標高1,340メートル (1981年－2010年)の気候 | グレーシャー国立公園、ロジャーズ峠。標高1,340メートル (1981年－2010年)の気候 | グレーシャー国立公園、ロジャーズ峠。標高1,340メートル (1981年－2010年)の気候 | グレーシャー国立公園、ロジャーズ峠。標高1,340メートル (1981年－2010年)の気候 | グレーシャー国立公園、ロジャーズ峠。標高1,340メートル (1981年－2010年)の気候 | グレーシャー国立公園、ロジャーズ峠。標高1,340メートル (1981年－2010年)の気候 | グレーシャー国立公園、ロジャーズ峠。標高1,340メートル (1981年－2010年)の気候 | グレーシャー国立公園、ロジャーズ峠。標高1,340メートル (1981年－2010年)の気候 | グレーシャー国立公園、ロジャーズ峠。標高1,340メートル (1981年－2010年)の気候 | グレーシャー国立公園、ロジャーズ峠。標高1,340メートル (1981年－2010年)の気候 | グレーシャー国立公園、ロジャーズ峠。標高1,340メートル (1981年－2010年)の気候 | グレーシャー国立公園、ロジャーズ峠。標高1,340メートル (1981年－2010年)の気候 |
| 月                                                                           | 1月                                                                          | 2月                                                                          | 3月                                                                          | 4月                                                                          | 5月                                                                          | 6月                                                                          | 7月                                                                          | 8月                                                                          | 9月                                                                          | 10月                                                                         | 11月                                                                         | 12月                                                                         | 年                                                                           |
| ---------------------------------------------------------------------------- | ---------------------------------------------------------------------------- | ---------------------------------------------------------------------------- | ---------------------------------------------------------------------------- | ---------------------------------------------------------------------------- | ---------------------------------------------------------------------------- | ---------------------------------------------------------------------------- | ---------------------------------------------------------------------------- | ---------------------------------------------------------------------------- | ---------------------------------------------------------------------------- | ---------------------------------------------------------------------------- | ---------------------------------------------------------------------------- | ---------------------------------------------------------------------------- | ---------------------------------------------------------------------------- |
| 最高気温記録 °C （°F）                                                       | 3.3 (37.9)                                                                   | 6.1 (43)                                                                     | 12.8 (55)                                                                    | 17.0 (62.6)                                                                  | 27.0 (80.6)                                                                  | 29.0 (84.2)                                                                  | 32.0 (89.6)                                                                  | 32.8 (91)                                                                    | 28.0 (82.4)                                                                  | 21.0 (69.8)                                                                  | 7.2 (45)                                                                     | 4.0 (39.2)                                                                   | 32.8 (91)                                                                    |
| 平均最高気温 °C （°F）                                                       | −6.1 (21)                                                                    | −3.5 (25.7)                                                                  | 1.9 (35.4)                                                                   | 6.6 (43.9)                                                                   | 11.1 (52)                                                                    | 16.4 (61.5)                                                                  | 19.8 (67.6)                                                                  | 19.7 (67.5)                                                                  | 13.5 (56.3)                                                                  | 4.9 (40.8)                                                                   | −2.6 (27.3)                                                                  | −7.0 (19.4)                                                                  | 6.2 (43.2)                                                                   |
| 日平均気温 °C （°F）                                                         | −8.3 (17.1)                                                                  | −6.6 (20.1)                                                                  | −2.1 (28.2)                                                                  | 2.1 (35.8)                                                                   | 5.8 (42.4)                                                                   | 10.3 (50.5)                                                                  | 13.1 (55.6)                                                                  | 12.8 (55)                                                                    | 8.0 (46.4)                                                                   | 1.8 (35.2)                                                                   | −4.5 (23.9)                                                                  | −9.1 (15.6)                                                                  | 1.9 (35.4)                                                                   |
| 平均最低気温 °C （°F）                                                       | −10.5 (13.1)                                                                 | −9.7 (14.5)                                                                  | −6.1 (21)                                                                    | −2.5 (27.5)                                                                  | 0.4 (32.7)                                                                   | 4.2 (39.6)                                                                   | 6.3 (43.3)                                                                   | 5.8 (42.4)                                                                   | 2.5 (36.5)                                                                   | −1.3 (29.7)                                                                  | −6.3 (20.7)                                                                  | −11.2 (11.8)                                                                 | −2.4 (27.7)                                                                  |
| 最低気温記録 °C （°F）                                                       | −34.5 (−30.1)                                                                | −31.0 (−23.8)                                                                | −26.7 (−16.1)                                                                | −21.1 (−6)                                                                   | −8.0 (17.6)                                                                  | −2.2 (28)                                                                    | −2.2 (28)                                                                    | −3.0 (26.6)                                                                  | −8.9 (16)                                                                    | −19.4 (−2.9)                                                                 | −34.5 (−30.1)                                                                | −38.9 (−38)                                                                  | −38.9 (−38)                                                                  |
| 降水量 mm （inch）                                                           | 220.2 (8.669)                                                                | 133.6 (5.26)                                                                 | 109.5 (4.311)                                                                | 81.1 (3.193)                                                                 | 75.4 (2.969)                                                                 | 89.9 (3.539)                                                                 | 94.7 (3.728)                                                                 | 87.8 (3.457)                                                                 | 90.9 (3.579)                                                                 | 138.1 (5.437)                                                                | 199.8 (7.866)                                                                | 176.8 (6.961)                                                                | 1,494.6 (58.843)                                                             |
| 雨量 mm （inch）                                                             | 10.1 (0.398)                                                                 | 4.7 (0.185)                                                                  | 20.9 (0.823)                                                                 | 40.2 (1.583)                                                                 | 67.6 (2.661)                                                                 | 89.7 (3.531)                                                                 | 94.7 (3.728)                                                                 | 87.8 (3.457)                                                                 | 89.0 (3.504)                                                                 | 89.3 (3.516)                                                                 | 32.6 (1.283)                                                                 | 3.4 (0.134)                                                                  | 630.0 (24.803)                                                               |
| 降雪量 cm （inch）                                                           | 210.1 (82.72)                                                                | 128.8 (50.71)                                                                | 88.6 (34.88)                                                                 | 40.9 (16.1)                                                                  | 7.8 (3.07)                                                                   | 0.16 (0.063)                                                                 | 0.0 (0)                                                                      | 0.0 (0)                                                                      | 1.9 (0.75)                                                                   | 48.9 (19.25)                                                                 | 164.2 (64.65)                                                                | 173.4 (68.27)                                                                | 864.7 (340.43)                                                               |
| 平均降水日数 （≥0.2 mm）                                                     | 21.5                                                                         | 16.5                                                                         | 17.7                                                                         | 15.4                                                                         | 16.8                                                                         | 17.9                                                                         | 16.4                                                                         | 14.8                                                                         | 13.8                                                                         | 18.0                                                                         | 20.9                                                                         | 20.5                                                                         | 210.2                                                                        |
| 平均降雨日数 （≥0.2 mm）                                                     | 0.93                                                                         | 1.3                                                                          | 5.9                                                                          | 11.3                                                                         | 16.0                                                                         | 17.9                                                                         | 16.4                                                                         | 14.8                                                                         | 13.7                                                                         | 13.3                                                                         | 4.0                                                                          | 0.42                                                                         | 115.9                                                                        |
| 平均降雪日数 （≥0.2 cm）                                                     | 21.3                                                                         | 16.3                                                                         | 15.5                                                                         | 8.3                                                                          | 2.5                                                                          | 0.15                                                                         | 0.0                                                                          | 0.0                                                                          | 0.48                                                                         | 7.7                                                                          | 19.3                                                                         | 20.4                                                                         | 112.0                                                                        |
| 出典：Environment Canada.                                                    |                                                                              |                                                                              |                                                                              |                                                                              |                                                                              |                                                                              |                                                                              |                                                                              |                                                                              |                                                                              |                                                                              |                                                                              |                                                                              |

### 雪崩制御
雪の多いロジャーズ峠を通るトランスカナダハイウェイを管理することは、終わりなき戦いである。パークス・カナダは、ハイウェイを出来る限り通行可能な状態に保つために、州の道路管理スタッフやカナダ陸軍と協力している。公園スタッフは調査と予報の2つの役割を担って、積雪深を調べ雪崩の可能性を予測し、カナダ軍は制御下においた雪崩の引き金を引く。王立カナダ軽騎兵連隊が、ハイウェイ沿いに設置された円形砲台に設置された105mm榴弾砲を操作する。ハイウェイは閉鎖され、公園の予報官によって同定された位置に砲弾を打ち込み、小規模で制御下に置かれた雪崩を生じさせる。

## 施設

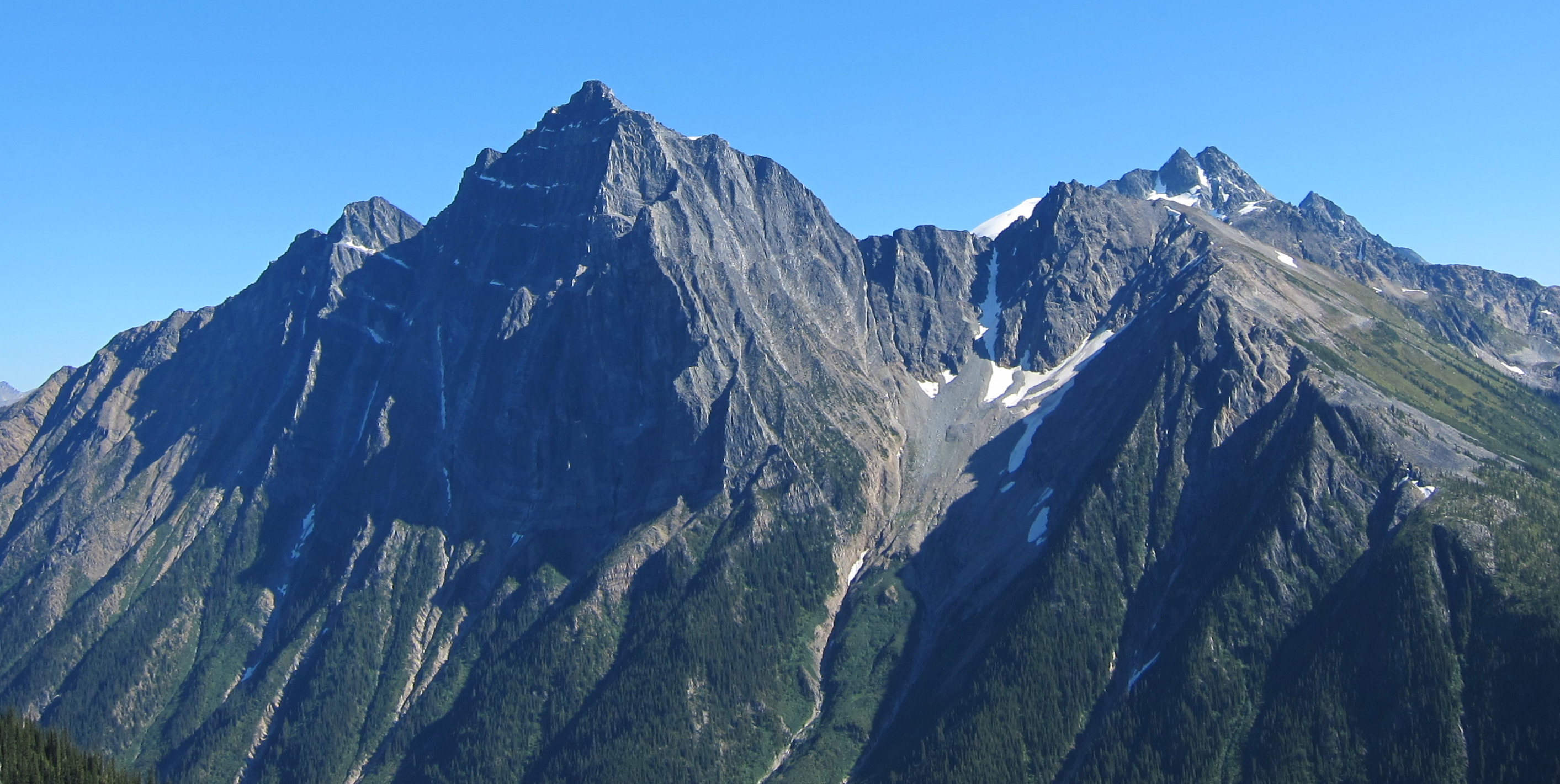
マクドナルド山

公園には毎年400万以上の訪問者がやってくるが、そのほとんどはトランスカナダハイウェイを通り抜けてしまう。約15%が停車し、公園の施設を利用する。乗り物を降りて公園を楽しむ訪問者の三分の二は、カナダ国外から訪れている。公園には140キロメートルに及ぶハイキング用の遊歩道が整備されている。
パークス・カナダの事務所とロジャーズ峠ディスカバリー・センターがロジャーズ峠にある。グレーシャー国立公園とレベルストーク山国立公園のための解説プログラムは、このセンターをベースとしている。そこにはシアター、鉄道模型の展示ホール、自然史展示と生物標本、そして書店が設けられている。
公園内にはキャンプ場が3ヶ所ある。イルシルワトが最大で、より小規模なキャンプ場がループ・ブルックとサー・ドナルドにある。これ以外に未整備のキャンプ可能エリアが5ヶ所設けられている。公園とカナダ登山クラブは、未整備ゾーンの利用者のために、4つの登山小屋を管理している。アーサー・O・ホイーラー小屋は最大かつ最古で、イルシルワト・キャンプ場の近くにある。アスルカン・ハットは、アスルカン峠の標高2,100メートルの地点に有り、サファイア・コル・ハットは座・ドームのそばの避難小屋である。そして、ビーバー川渓谷にあるグレーシャー・サークル・キャビンは、公園南部を訪れる際の拠点となっている。いずれのキャンプ施設も、冬季には管理されていない。